# Grand Prix Rosji 2019
Grand Prix Rosji 2019, oficjalnie Formula 1 VTB Russian Grand Prix 2019 – szesnasta runda eliminacji Mistrzostw Świata Formuły 1 w sezonie 2019. Grand Prix odbyło się w dniach 27-29 września 2019 roku na torze Sochi Autodrom w Soczi.

## Lista startowa
| Nr | Kierowca           | Zespół                           | Samochód                      | Silnik           | Opony |
| -- | ------------------ | -------------------------------- | ----------------------------- | ---------------- | ----- |
| 3  | Daniel Ricciardo   | Renault F1 Team                  | Renault R.S.19                | Renault 1.6T V6  | P     |
| 4  | Lando Norris       | McLaren F1 Team                  | McLaren MCL34                 | Renault 1.6T V6  | P     |
| 5  | Sebastian Vettel   | Scuderia Ferrari Mission Winnow  | Ferrari SF90                  | Ferrari 1.6T V6  | P     |
| 7  | Kimi Räikkönen     | Alfa Romeo Racing                | Alfa Romeo C38                | Ferrari 1.6T V6  | P     |
| 8  | Romain Grosjean    | Rich Energy Haas F1 Team         | Haas VF-19                    | Ferrari 1.6T V6  | P     |
| 10 | Pierre Gasly       | Red Bull Toro Rosso Honda        | Toro Rosso STR14              | Honda 1.6T V6    | P     |
| 11 | Sergio Pérez       | SportPesa Racing Point F1 Team   | Racing Point RP19             | Mercedes 1.6T V6 | P     |
| 16 | Charles Leclerc    | Scuderia Ferrari Mission Winnow  | Ferrari SF90                  | Ferrari 1.6T V6  | P     |
| 18 | Lance Stroll       | SportPesa Racing Point F1 Team   | Racing Point RP19             | Mercedes 1.6T V6 | P     |
| 20 | Kevin Magnussen    | Rich Energy Haas F1 Team         | Haas VF-19                    | Ferrari 1.6T V6  | P     |
| 23 | Alexander Albon    | Aston Martin Red Bull Racing     | Red Bull RB15                 | Honda 1.6T V6    | P     |
| 26 | Daniił Kwiat       | Red Bull Toro Rosso Honda        | Toro Rosso STR14              | Honda 1.6T V6    | P     |
| 27 | Nico Hülkenberg    | Renault F1 Team                  | Renault R.S.19                | Renault 1.6T V6  | P     |
| 33 | Max Verstappen     | Aston Martin Red Bull Racing     | Red Bull RB15                 | Honda 1.6T V6    | P     |
| 44 | Lewis Hamilton     | Mercedes-AMG Petronas Motorsport | Mercedes AMG F1 W10 EQ Power+ | Mercedes 1.6T V6 | P     |
| 55 | Carlos Sainz Jr.   | McLaren F1 Team                  | McLaren MCL34                 | Renault 1.6T V6  | P     |
| 63 | George Russell     | ROKiT Williams Racing            | Williams FW42                 | Mercedes 1.6T V6 | P     |
| 77 | Valtteri Bottas    | Mercedes-AMG Petronas Motorsport | Mercedes AMG F1 W10 EQ Power+ | Mercedes 1.6T V6 | P     |
| 88 | Robert Kubica      | ROKiT Williams Racing            | Williams FW42                 | Mercedes 1.6T V6 | P     |
| 99 | Antonio Giovinazzi | Alfa Romeo Racing                | Alfa Romeo C38                | Ferrari 1.6T V6  | P     |
| Nr | Kierowca           | Zespół                           | Samochód                      | Silnik           | Opony |

## Wyniki

### Zwycięzcy sesji treningowych
Źródło: formula1.com
| Sesja | Nr | Kierowca        | Konstruktor | Czas     | Okr. |
| ----- | -- | --------------- | ----------- | -------- | ---- |
| 1     | 16 | Charles Leclerc | Ferrari     | 1:34,462 | 20   |
| 2     | 33 | Max Verstappen  | Red Bull    | 1:33,162 | 29   |
| 3     | 16 | Charles Leclerc | Ferrari     | 1:32,733 | 14   |

### Kwalifikacje
Źródło: formula1.com
| P                    | Nr | Kierowca           | Konstruktor  | Czasy w kwalifikacjach | Czasy w kwalifikacjach | Czasy w kwalifikacjach | Poz. s. |
| P                    | Nr | Kierowca           | Konstruktor  | Q1                     | Q2                     | Q3                     | Poz. s. |
| -------------------- | -- | ------------------ | ------------ | ---------------------- | ---------------------- | ---------------------- | ------- |
| 1                    | 16 | Charles Leclerc    | Ferrari      | 1:33,613               | 1:32,434               | 1:31.628               | 1       |
| 2                    | 44 | Lewis Hamilton     | Mercedes     | 1:33,230               | 1:33,134               | 1:32.030               | 2       |
| 3                    | 5  | Sebastian Vettel   | Ferrari      | 1:33,032               | 1:32,536               | 1:32.053               | 3       |
| 4                    | 33 | Max Verstappen     | Red Bull     | 1:33,368               | 1:32,634               | 1:32.310               | 91      |
| 5                    | 77 | Valtteri Bottas    | Mercedes     | 1:33,413               | 1:33,281               | 1:32.632               | 4       |
| 6                    | 55 | Carlos Sainz Jr.   | McLaren      | 1:34,184               | 1:33,807               | 1:33.222               | 5       |
| 7                    | 27 | Nico Hülkenberg    | Renault      | 1:34,236               | 1:33,898               | 1:33.289               | 6       |
| 8                    | 4  | Lando Norris       | McLaren      | 1:34,201               | 1:33,725               | 1:33.301               | 7       |
| 9                    | 8  | Romain Grosjean    | Haas         | 1:34,283               | 1:33,643               | 1:33.517               | 8       |
| 10                   | 3  | Daniel Ricciardo   | Renault      | 1:34,138               | 1:33,862               | 1:33.661               | 10      |
| 11                   | 10 | Pierre Galsy       | Toro Rosso   | 1:34,456               | 1:33,950               |                        | 161     |
| 12                   | 11 | Sergio Pérez       | Racing Point | 1:34,336               | 1:33,958               |                        | 11      |
| 13                   | 99 | Antonio Giovinazzi | Alfa Romeo   | 1:34,755               | 1:34,037               |                        | 12      |
| 14                   | 20 | Kevin Magnussen    | Haas         | 1:33,889               | 1:34,082               |                        | 13      |
| 15                   | 18 | Lance Stroll       | Racing Point | 1:34,287               | 1:34,233               |                        | 14      |
| 16                   | 7  | Kimi Räikkönen     | Alfa Romeo   | 1:34,840               |                        |                        | 15      |
| 17                   | 63 | George Russell     | Williams     | 1:35,356               |                        |                        | 17      |
| 18                   | 88 | Robert Kubica      | Williams     | 1:36,474               |                        |                        | 182     |
| 19                   | 23 | Alexander Albon    | Red Bull     | 1:39,197               |                        |                        | PL3     |
| NU                   | 26 | Daniił Kwiat       | Toro Rosso   | —                      |                        |                        | 194     |
| 107% czasu: 1:39,544 |    |                    |              |                        |                        |                        |         |

Uwagi
- 1 — Max Verstappen i Pierre Galsy otrzymali karę cofnięcia o 5 pozycji za wymianę elementów silnika ponad regulaminowy limit.
- 2 — Robert Kubica otrzymał karę cofnięcia na koniec stawki za wymianę elementów silnika ponad regulaminowy limit.
- 3 — Alexander Albon początkowo otrzymał karę cofnięcia o 5 pozycji za wymianę elementów silnika ponad regulaminowy limit, ale ze względu na wypadek w pierwszej części kwalifikacji, po którym wymienionych zostało wiele elementów bolidu został zobowiązany do startu z alei serwisowej.
- 4 — Daniił Kwiat początkowo otrzymał karę cofnięcia na koniec stawki za wymianę elementów silnika ponad regulaminowy limit, ale nie wziął udziału w kwalifikacjach i nie ustanowił czasu. Decyzją sędziów został dopuszczony do udziału w wyścigu.

### Wyścig
Źródło: formula1.com
| P  | Nr | Kierowca           | Konstruktor  | Okr. | Czas             | Start | Punkty |
| -- | -- | ------------------ | ------------ | ---- | ---------------- | ----- | ------ |
| 1  | 44 | Lewis Hamilton     | Mercedes     | 53   | 1:33:38,992      | 2     | 261    |
| 2  | 77 | Valtteri Bottas    | Mercedes     | 53   | +3,829           | 4     | 18     |
| 3  | 16 | Charles Leclerc    | Ferrari      | 53   | +5,212           | 1     | 15     |
| 4  | 33 | Max Verstappen     | Red Bull     | 53   | +14,210          | 9     | 12     |
| 5  | 23 | Alexander Albon    | Red Bull     | 53   | +38,348          | PL    | 10     |
| 6  | 55 | Carlos Sainz Jr.   | McLaren      | 53   | +11,663          | 5     | 8      |
| 7  | 11 | Sergio Pérez       | Racing Point | 53   | +48,728          | 11    | 6      |
| 8  | 4  | Lando Norris       | McLaren      | 53   | +57,749          | 7     | 4      |
| 9  | 27 | Kevin Magnussen    | Haas         | 53   | +58,7792         | 13    | 2      |
| 10 | 27 | Nico Hülkenberg    | Renault      | 53   | +59,841          | 6     | 1      |
| 11 | 18 | Lance Stroll       | Racing Point | 53   | +1:00,821        | 14    |        |
| 12 | 26 | Daniił Kwiat       | Toro Rosso   | 53   | +1:02,496        | 19    |        |
| 13 | 7  | Kimi Räikkönen     | Alfa Romeo   | 53   | +1:08,910        | 15    |        |
| 14 | 10 | Pierre Galsy       | Toro Rosso   | 53   | +1:10,076        | 16    |        |
| 15 | 99 | Antonio Giovinazzi | Alfa Romeo   | 53   | +1:13,346        | 12    |        |
| NS | 88 | Robert Kubica      | Williams     | 28   | NU (wycofał się) | 18    |        |
| NS | 20 | George Russell     | Williams     | 27   | NU (kolizja)     | 17    |        |
| NS | 5  | Sebastian Vettel   | Ferrari      | 26   | NU (silnik)      | 3     |        |
| NS | 3  | Daniel Ricciardo   | Renault      | 24   | NU (kolizja)     | 10    |        |
| NS | 8  | Romain Grosjean    | Haas         | 0    | NU (kolizja)     | 8     |        |

Uwagi
- 1 — Jeden dodatkowy punkt jest przyznawany kierowcy, który ustanowił najszybsze okrążenie w wyścigu, pod warunkiem, że ukończył wyścig w pierwszej 10.
- 2 — Kevin Magnussen ukończył wyścig na ósmej pozycji, ale otrzymał karę 5 sekund za wypadnięcie z toru i powrót na niego niezgodnie z obowiązującymi instrukcjami.

### Najszybsze okrążenie
Źródło: formula1.com
| Nr | Kierowca       | Konstruktor | Czas     | Okr. |
| -- | -------------- | ----------- | -------- | ---- |
| 44 | Lewis Hamilton | Mercedes    | 1:35,761 | 51   |

## Klasyfikacja po wyścigu

### Kierowcy
| P  | +/− | Kierowca           | Starty | Punkty | P1 | P2 | P3 | PP | NO | NS |
| -- | --- | ------------------ | ------ | ------ | -- | -- | -- | -- | -- | -- |
| 1  | 0   | Lewis Hamilton     | 16     | 322    | 9  | 3  | 1  | 4  | 4  | –  |
| 2  | 0   | Valtteri Bottas    | 16     | 249    | 2  | 7  | 3  | 4  | 2  | 1  |
| 3  | 0   | Charles Leclerc    | 16     | 215    | 2  | 2  | 5  | 6  | 2  | 2  |
| 4  | 0   | Max Verstappen     | 16     | 212    | 2  | 1  | 3  | 1  | 3  | 1  |
| 5  | 0   | Sebastian Vettel   | 16     | 194    | 1  | 3  | 3  | 1  | 2  | 1  |
| 6  | 0   | Pierre Gasly       | 16     | 69     | –  | –  | –  | –  | 2  | 1  |
| 7  | 0   | Carlos Sainz Jr.   | 16     | 66     | –  | –  | –  | –  | –  | 3  |
| 8  | 0   | Alexander Albon    | 16     | 52     | –  | –  | –  | –  | –  | 1  |
| 9  | +3  | Lando Norris       | 16     | 35     | –  | –  | –  | –  | –  | 3  |
| 10 | −1  | Daniel Ricciardo   | 16     | 34     | –  | –  | –  | –  | –  | 4  |
| 11 | 0   | Nico Hülkenberg    | 16     | 34     | –  | –  | –  | –  | –  | 2  |
| 12 | −2  | Daniił Kwiat       | 16     | 33     | –  | –  | 1  | –  | –  | 3  |
| 13 | +1  | Sergio Pérez       | 16     | 33     | –  | –  | –  | –  | –  | 2  |
| 14 | −1  | Kimi Räikkönen     | 16     | 31     | –  | –  | –  | –  | –  | 1  |
| 15 | +1  | Kevin Magnussen    | 16     | 20     | –  | –  | –  | –  | 1  | 2  |
| 16 | −1  | Lance Stroll       | 16     | 19     | –  | –  | –  | –  | –  | 1  |
| 17 | 0   | Romain Grosjean    | 16     | 8      | –  | –  | –  | –  | –  | 7  |
| 18 | 0   | Antonio Giovinazzi | 16     | 4      | –  | –  | –  | –  | –  | 1  |
| 19 | 0   | Robert Kubica      | 16     | 1      | –  | –  | –  | –  | –  | 1  |
| 20 | 0   | George Russell     | 16     | 0      | –  | –  | –  | –  | –  | 2  |
| P  | +/− | Kierowca           | Starty | Punkty | P1 | P2 | P3 | PP | NO | NS |

### Konstruktorzy
| P  | +/− | Konstruktor               | Starty | Punkty | P1 | P2 | P3 | PP | NO | NS |
| -- | --- | ------------------------- | ------ | ------ | -- | -- | -- | -- | -- | -- |
| 1  | 0   | Mercedes                  | 32     | 571    | 11 | 10 | 4  | 8  | 6  | 1  |
| 2  | 0   | Ferrari                   | 32     | 409    | 3  | 5  | 8  | 7  | 4  | 3  |
| 3  | 0   | Red Bull Racing-Honda     | 32     | 311    | 2  | 1  | 3  | 1  | 5  | 2  |
| 4  | 0   | McLaren-Renault           | 32     | 101    | –  | –  | –  | –  | –  | 6  |
| 5  | 0   | Renault                   | 32     | 68     | –  | –  | –  | –  | –  | 6  |
| 6  | 0   | Scuderia Toro Rosso-Honda | 32     | 55     | –  | –  | 1  | –  | –  | 4  |
| 7  | 0   | Racing Point-BWT Mercedes | 32     | 52     | –  | –  | –  | –  | –  | 3  |
| 8  | 0   | Alfa Romeo Racing-Ferrari | 32     | 35     | –  | –  | –  | –  | –  | 2  |
| 9  | 0   | Haas-Ferrari              | 32     | 28     | –  | –  | –  | –  | 1  | 9  |
| 10 | 0   | Williams-Mercedes         | 32     | 1      | –  | –  | –  | –  | –  | 3  |
| P  | +/− | Konstruktor               | Starty | Punkty | P1 | P2 | P3 | PP | NO | NS |